# Peloponeso
Peloponeso o  Morea (en griego: Πελοπόννησος, pronunciación clásica Pelopónnēsos; pronunciación moderna Pelopónisos) es una península de Grecia, unida al continente por el istmo de Corinto que actualmente está cortado por el canal de Corinto.
Su nombre proviene del héroe mitológico griego Pélope, quien supuestamente conquistó toda la región. Etimológicamente, Peloponeso significa 'isla de Pélope', a pesar de que sólo fue una verdadera isla tras la apertura del canal de Corinto en 1893. En la Edad Media, se le llamaba 'Morea', debido al parecido de su forma con una hoja de moral. Patrás (en el norte) y Kalamata son las únicas ciudades importantes, donde se hallan los principales puertos. En 2004, el Peloponeso ganó una segunda conexión con el continente tras la construcción del Puente de Río-Antirio. En la región se halla la ciudad de Olimpia, centro religioso de la Antigüedad, donde se celebraron los primeros Juegos Olímpicos, y la ciudad de Esparta, una de las dos ciudades-Estado hegemónicas en el período clásico.

## Geografía
La península es una prolongación de la cordillera del Pindo y presenta un relieve muy montañoso. Está formado por varios macizos: el Olono, en el NO (2.223 m), el Cilene, su el en el NE (2376 m), el Mégalo, en el centro (1980 m), y, en el SE, las colinas de Argólida, el Parnón (1935 m) y el Taigeto (2404 m), que bordean los característicos golfos de Nauplia, Laconia y Mesenia. En estos últimos terminan los valles de Argos, Esparta y Kalamata, donde se practica la agricultura de regadío.
La península presenta llanuras interiores aisladas, como la de Megalópolis. En el Peloponeso no se extienden llanuras costeras pantanosas, que han sido desecadas para dedicarlas a la agricultura y eliminar la malaria.

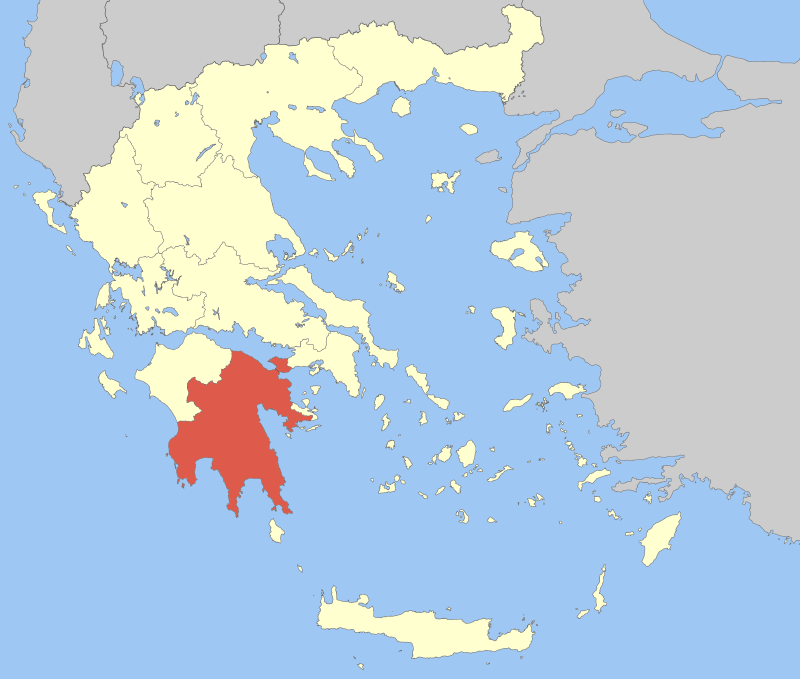
Geográficamente, el término Peloponeso se aplica a toda la península, aunque en la organización territorial de Grecia solo una parte pertenece a la periferia de Peloponeso; la parte noroccidental corresponde a la periferia de Grecia Occidental.
Mapa topográfico del Peloponeso, con algunos de sus principales accidentes geográficos.

## Economía
La región vive eminentemente de cultivos agrícolas de tipo mediterráneo: frutales, cítricos, olivo y vid. A estos se les añade ganadería ovina y caprina en las zonas montañosas y el cultivo de maíz en los valles. El Peloponeso exporta productos del olivo, melones, sandías, agrios, tabaco y especialmente vino y pasas (Pasas de Corinto). Argos suministra verduras a Atenas. Igualmente existe un incipiente desarrollo de turismo rural en zonas singulares del Peloponeso, en las que con el apoyo de programas del Estado griego se están reconstruyendo antiguos pyrgoi (torres) para reconvertirlos en hoteles rurales destinados al turismo de calidad, sobre todo en zonas cercanas al mar como Gythio, el antiguo puerto de Esparta.

## Historia

Las regiones del Peloponeso en la Antigüedad.

Los primeros pobladores fueron los egeos (2600 a. C.), y posteriormente fue ocupado por anatolios (2400 a. C.), jonios (2000 a. C.), aqueos (1600 a. C.). Esparta se convirtió en la principal polis de la península tras conquistar un tercio de ella (610 a. C.) y formar la Liga del Peloponeso, que se enfrentó a Atenas. Más tarde fue dominado por los macedonios y los romanos, bajo cuyo mandato la región decayó en importancia, a pesar de la paz interior que se vivió en ella. 
Fue devastado por Alarico en 396 y ocupado por tribus eslavas, que se helenizaron. Tras la derrota del imperio bizantino en 1204, fue conquistado por Venecia y los cruzados, y un siglo después por los Romanos de Oriente en 1430, pero treinta años más tarde fue ocupado por los otomanos (Mehmet II), a los que perteneció hasta la independencia de la Grecia moderna.

## División político-administrativa
Peloponeso es una periferia de Grecia, formada por cinco unidades periféricas: Arcadia, Argólida, Corintia, Laconia, Mesenia.
Las unidades periféricas de Acaya y Élide pertenecen también a la península, pero forman parte de la periferia de Grecia Occidental.